# Leptocerina spinigera
Leptocerina spinigera is een schietmot uit de familie Leptoceridae. De soort komt voor in het Afrotropisch gebied.